# Cynorkis debilis
Cynorkis debilis är en orkidéart som först beskrevs av Joseph Dalton Hooker, och fick sitt nu gällande namn av Victor Samuel Summerhayes. Cynorkis debilis ingår i släktet Cynorkis, och familjen orkidéer. Inga underarter finns listade i Catalogue of Life.